# Suck My Kiss
Suck My Kiss är en låt av funkrock-bandet Red Hot Chili Peppers. Låten släpptes på albumet Blood Sugar Sex Magik släppt 23 september 1991 och var också släppt som den tredje singeln från albumet den 1 maj 1992. 
Låten har varit med i TV-spelet Guitar Hero III: Legends of Rock.